# Ciornîi leleca
Ciornîi leleca (în ucraineană Чорний лелека, în română Barza neagră) este o arie protejată de tip ornitologic de importanță locală din raionul Storojineț, regiunea Cernăuți (Ucraina). 
Suprafața ariei protejate constituie 17 hectare, fiind creată în anul 1994 prin decizia comitetului executiv regional. Statutul a fost atribuit conservării habitatelor naturale ale berzelor negre, o specie rară enumerată în Cartea Roșie a Ucrainei.